# Pradler Ritterspiele

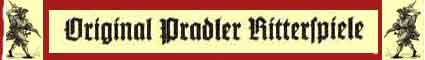
Logo der Pradler Ritterspiele

Szenenfoto Köpfung

Die Pradler Ritterspiele sind ein urtümliches österreichisches Traditionstheater. Der Innsbrucker Stadtteil Pradl gilt als ihre Heimstätte, heute tritt das Theater aber zumeist in Wien auf.

## Geschichte
1762 begannen einige Bauern, Studenten und Handwerker in der „Höttinger Au“ bei Innsbruck unter freiem Himmel mit Theateraufführungen. Das Publikum musste bei schlechtem Wetter Regenschirme aufspannen. Gespielt wurden Komödien, Bauernstücke und vor allem Ritterspiele.
Gegen Ende des 18. Jahrhunderts übersiedelten die Spiele unter der Leitung von Franz Rauter nach Pradl in den Gasthof Zum Lodronschen Hof, wo der Nationalsänger für die Theaterleute ein richtiges Theater bauen ließ, den sogenannten Heustadl von Pradl.
Im Laufe der Zeit gewannen die Pradler durch ihre Volkstümlichkeit und den Kontakt zum Publikum immer mehr an Beliebtheit. Obwohl es sich um Laienspiele handelte, war die Wirkung so beeindruckend, dass der Darsteller des Bösewichtes manchmal nach der Vorstellung von erbosten Zuschauern mit Regenschirmen verprügelt wurde.
Die Spieler nahmen Ausrutscher, die den Zuschauern gefielen, bewusst in die Stücke auf und planten oft genug Versprecher und Missgeschicke speziell für die Vorstellung. Einem Besucher gefiel einmal eine Panne so gut, dass er zur Bühne „No amol“ (noch einmal) rief – und die Schauspieler nahmen die Aufforderung an und wiederholten die Szene. So entstand die Tradition, dass auf Wunsch des Publikums manchmal ganze Szenen wiederholt werden, meist mit einem zusätzlichen Gag. Besonders die Köpfung des Bösewichtes wird bis zu fünf Mal gezeigt.
Im Laufe der Zeit wurde diese Bühne durch Tourneen und Gastspiele international bekannt. 1897 holte Adolf von Sonnenthal die Pradler ins Wiener Ronacher. Während ein Teil der Schauspieler weiterhin in Tirol blieb und unter dem Namen Alt-Innsbrucker Bauerntheater und Ritterspiele bekannt wurde (heute Innsbrucker Ritterspiele), ging Max Höller, der damalige Direktor der Pradler und Schwiegersohn der Heimatdichterin und langjährigen Prinzipalin der Ritterspiele, Josefine Weiß, mit dem Ensemble nach Wien. Ebenfalls eigene Wege ging Ferdinand Exl, der auch den Pradlern angehört hatte und dann die Exl-Bühne gründete.
1944 waren die Pradler die einzige Bühne, die „als eines der ältesten und urtümlichsten Kulturgüter“ nicht vom Theaterverbot betroffen war. Im Kellertheater in der Biberstraße im 1. Wiener Gemeindebezirk wurden recht bald bis zu fünfmal wöchentlich Aufführungen geboten. So vom „Studententheater am Luegerplatz“ als Nachfolger vom Theater der Courage. Bis 1996 in schnell wechselnden Zusammensetzungen und gelegentlich auch Auswärtsgastspiele in ganz Österreich und Tourneen nach Deutschland und in die Schweiz. Den Standort nutzten über einige Jahrzehnte weitere verschiedene Ensembles. Von 1997 bis 2005 u. a. das „Kabarett Stadnikow“.
Gretel Höller, die Tochter von Max Höller, leitete die Bühne bis zu ihrem Tod im Jahre 1989. Dann übernahm Albert Lechner die Leitung. Bis 1996 blieb Lechner mit dem Team im Keller in der Biberstraße, danach wechselte er den Standort und gastierte jeweils einige Zeit an verschiedenen Spielstätten innerhalb Wiens. 2004 übergab Direktor Albert Lechner die Leitung der Truppe an Ossi Heiter, der seit 1970 Mitwirkender der Pradler Ritterspiele war. 2013, nach dem Tod von Ossi Heiter, ging die Leitung an Marcus Hauser über. 2019 übernahm der Wiener Entertainer und Zauberkünstler Tony Rei, der bereits 1972 als Laiendarsteller bei den Ritterspielen debütierte, mit einem veränderten, mehr auf Showeffekte ausgerichteten Konzept die Leitung.